# Étienne de Crécy
Étienne Bernard Marie de Crécy, noto anche con lo pseudonimo di Superdiscount (Lione, 25 febbraio 1969), è un dj producer francese.

## Biografia

### Dalla nascita agli anni '90
Nato il 25 febbraio 1969 a Lione, in Francia, a metà degli anni ottanta si sposta da Marsiglia a Versaille, dove frequenta la July Ferres college insieme ad Alex Gopher, con cui fonderà nel 1995, l'etichetta Disques Solid. In seguito si trasferisce a Parigi, dove lavora come ingegnere del suono, e dove conosce Philippe "Zdar" Cerboneschi dei Cassius, con il quale collaborerà artisticamente dando luce al progetto Motorbass, con cui Etienne pubblicherà il suo primo album nel 1996, intitolato Super Discount, considerato da molti come il punto di partenza del genere musicale definito French Touch e che riuscì a vendere oltre 200 000 copie. Nel 1998 pubblica il suo primo singolo da solista, intitolato Prix Choc.

### Gli anni 2000
Con l'inizio del nuovo millennio arriva anche il suo primo album da solista, Tempovision, che conterrà 11 tracce, spaziando dal genere house all'elettronica e alla lounge. Tra le tracce dell'album è presente Am I Wrong, il suo secondo singolo da solista, uscito a settembre del 2000, che si candiderà come una delle hit più ballate di tutto l'autunno e l'inverno del 2000, successo dovuto anche grazie al videoclip/cartone animato che accompagna il brano, realizzato con un normale computer dal fratello minore di Etienne, Geoffrey De Crécy. Il video, ambientato all'interno di un fast food, in cui ne viene esplicitamente fatta una pubblicità negativa, suscita notevole successo e gradimento in tutto il mondo, ma anche diverse critiche per il suo strano contenuto (specialmente per le scene in cui si vede una mucca che viene affettata da viva e il padrone del fast food che finisce per essere usato come carne per gli hamburger).
Nella primavera del 2001 viene estratto dall'album il singolo Scratched, e nella primavera del 2002 è la volta di Tempovision, il brano che dà il titolo all'intero album; entrambi i brani saranno anch'essi accompagnati da video animati creati dal fratello Geoffrey, video che nel 2003 usciranno in una raccolta completa. Nel 2004 creerà il suo secondo album Super Disconut 2, e dal 2005 inizierà a produrre una serie di singoli in formato e.p., tra cui Fast Track nel 2005, Commercial E.P. 1 nel 2006, Commercial E.P. 2 nel 2007 e infine Hanukkah nel 2009. Durante gli anni duemila notevole è stata la sua collaborazione come produttore con il duo musicale Daft Punk.
Nel marzo del 2015, viene pubblicato da Pixadelic/A+LSO/Sony Music, Super Discount 3, sequel di Super Discount 2 del 2004, che a sua volta lo fu del celebre Super Discount del 1996.

## Discografia

### Album in studio
- 1996 - Super Discount
- 2000 - Tempovision
- 2004 - Super Discount 2
- 2015 - Super Discount 3

### Live
- 2007 - Live On Neptune

### Raccolte
- 2002 - Tempovision Remixes
- 2011 - Beats'n'Cubes Vol.1
- 2012  - My Contribution to the Global Warming